# Gare de Trémolat
La gare de Trémolat est une gare ferroviaire française de la ligne de Libourne au Buisson, située sur le territoire de la commune de Trémolat, dans le département de la Dordogne, en région Nouvelle-Aquitaine.
C'est une halte ferroviaire de la Société nationale des chemins de fer français (SNCF), desservie par des trains TER Nouvelle-Aquitaine.

## Situation ferroviaire
Établie à 53 m d'altitude, la gare de Trémolat est située au point kilométrique (PK) 636,107 de la ligne de Libourne au Buisson, entre les gares ouvertes de Mauzac et du Buisson.

## Histoire
La recette annuelle de la gare est de 15 399 francs en 1881 et de 14 703 francs en 1882.

## Fréquentation
La fréquentation de la gare est détaillée dans le tableau ci-dessous :
|           | 2015  | 2016  | 2017  | 2018  | 2019  | 2020  | 2021  | 2022  | 2023  |
| --------- | ----- | ----- | ----- | ----- | ----- | ----- | ----- | ----- | ----- |
| Voyageurs | 4 761 | 4 644 | 4 480 | 3 224 | 1 260 | 2 828 | 3 034 | 4 335 | 5 524 |

## Service des voyageurs

### Accueil
Halte SNCF, c'est un point d'arrêt non géré (PANG) à entrée libre.

### Desserte
Trémolat est desservie par des trains TER Nouvelle-Aquitaine.

### Intermodalité
Le stationnement des véhicules est possible près de la halte.

## Galerie de photos

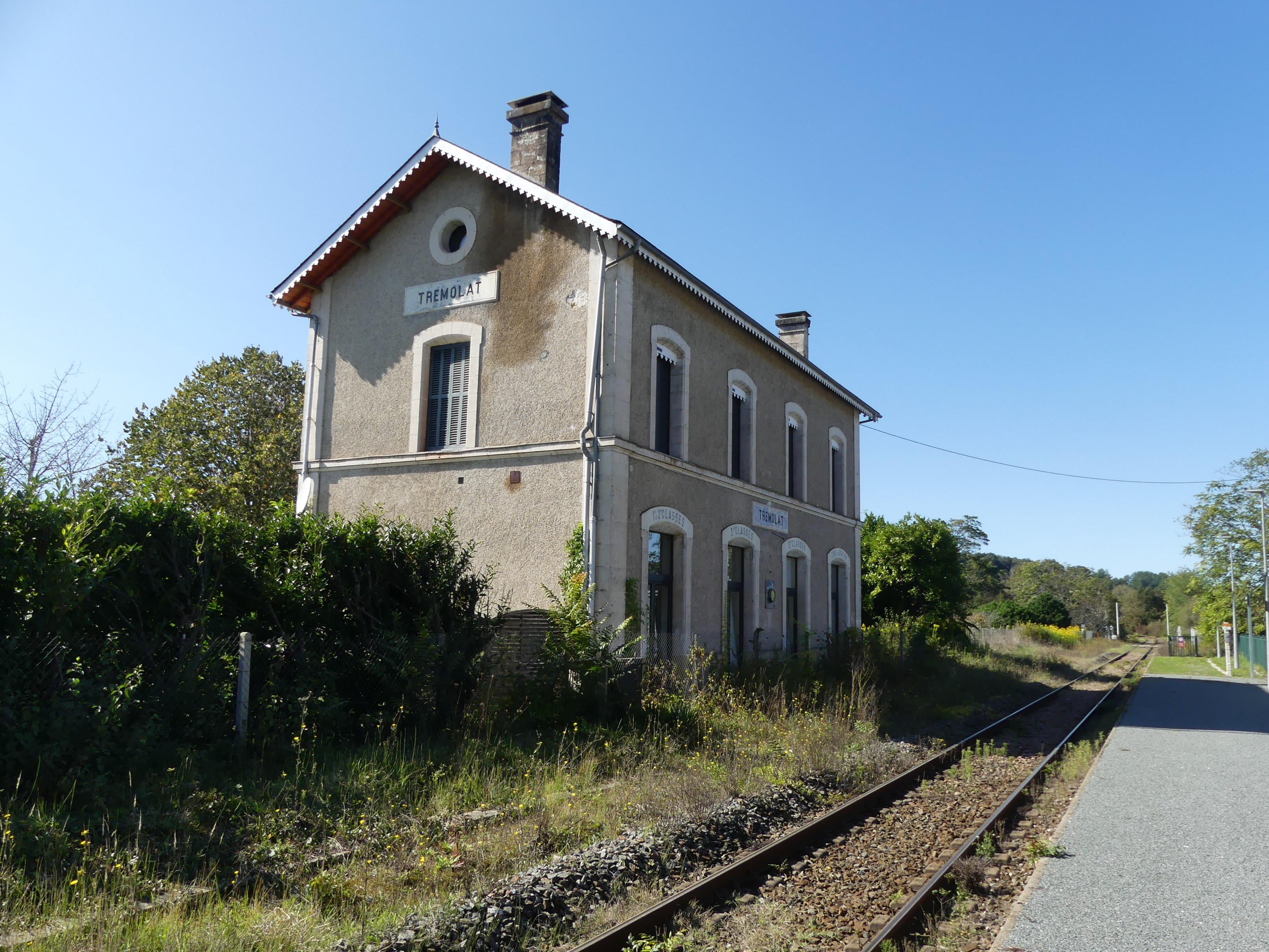
La voie en direction de Bergerac.
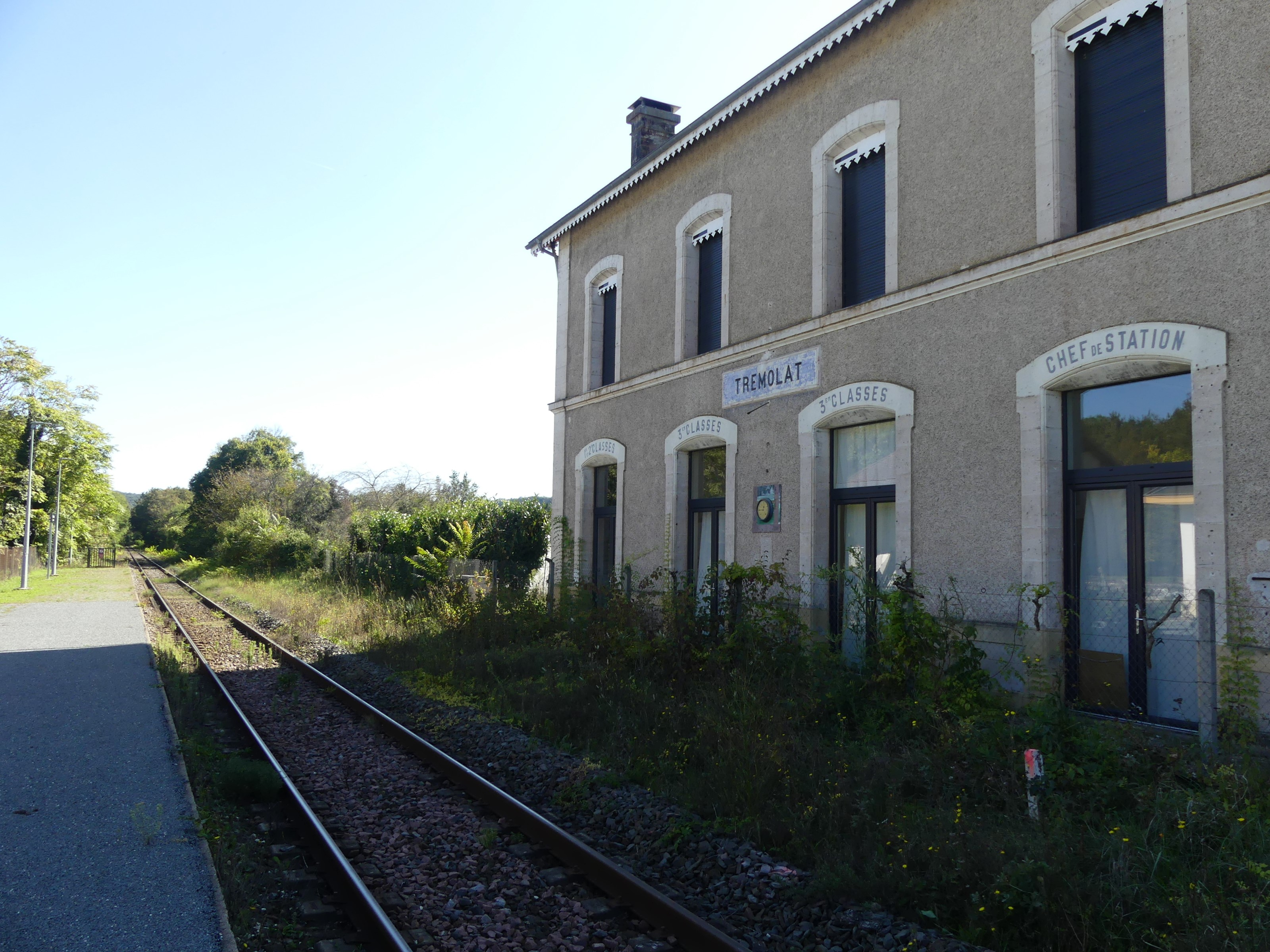
La voie en direction du Buisson.
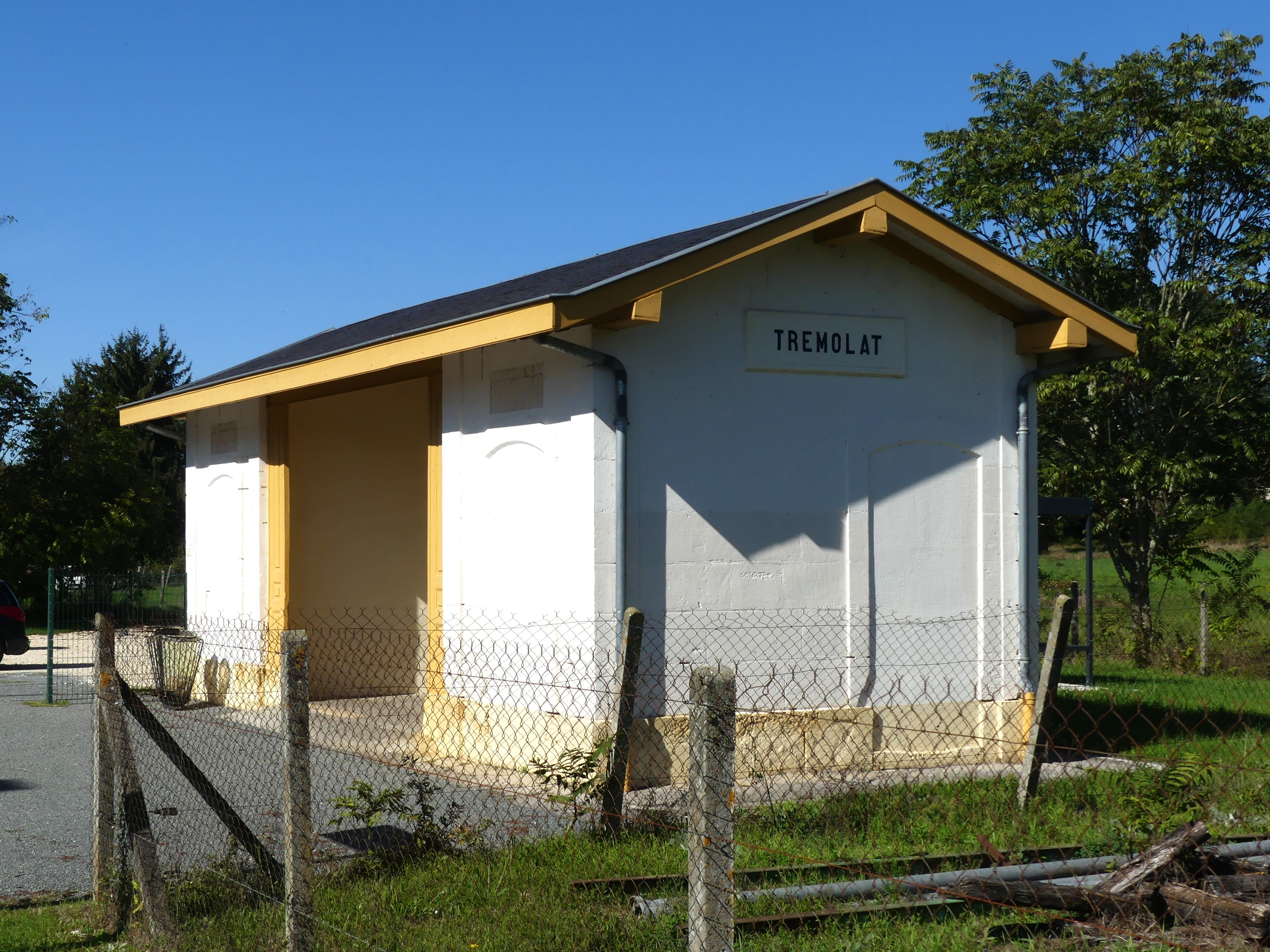
Abri voyageurs.
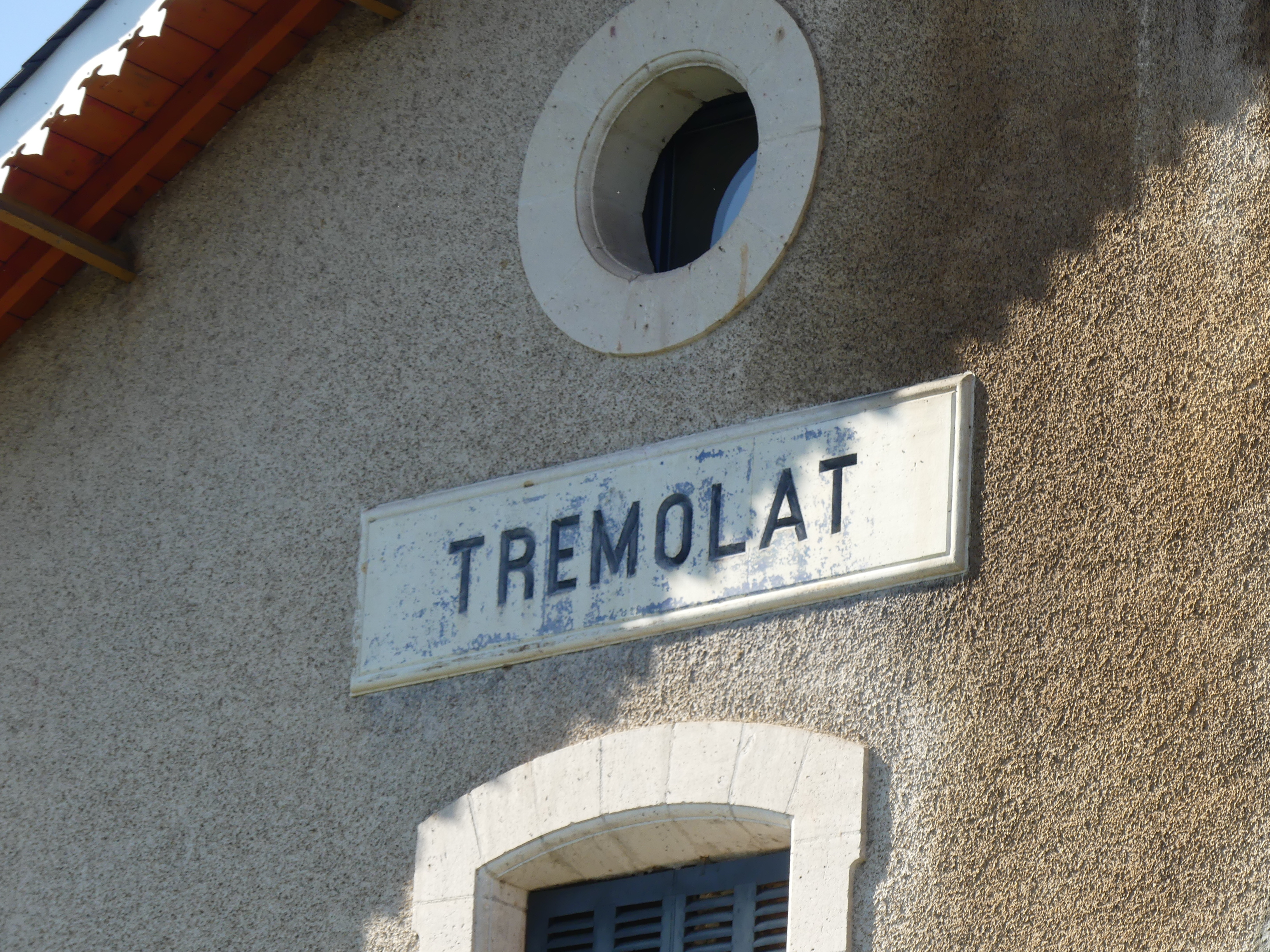
Nom sur l'ancien bâtiment voyageurs.